# ۱۸ مارس
۱۸ مارس هفتاد و هفتمین (در سال‌های کبیسه هفتاد و هشتمین) روز سال در گاه‌شماری میلادی است. ۲۸۸ روز تا پایان سال باقی‌است.

## رویدادها
- ۱۹۶۵ - انجام نخستین راه‌پیمایی فضایی جهان توسط الکسی لئونوف، فضانورد روس
- ۲۰۱۵ - حمله به موزه ملی باردو در تونس

## زادروزها
- ۱۸۶۹ - نویل چمبرلین، سیاست‌مدار بریتانیایی و نخست‌وزیر این کشور هنگام آغاز جنگ جهانی دوم
- ۱۸۷۷ - ادگار کیسی، پیشگو و شفادهنده آمریکایی
- ۱۹۸۶ - توما روستولان، دوچرخه‌سوار اهل فرانسه
- ۱۹۹۳ - مازیاه ماهوسین، دوندهٔ دوی با مانع اهل برونئی[۱]

## درگذشت‌ها
- ۱۵۸۴ - ایوان چهارم، نخستین تزار روسیه
- ۱۹۱۹ - آلبرت کالورت، دوچرخه‌سوار اهل بریتانیا (ز. ۱۸۸۷)
- ۱۹۶۵ - فاروق یکم، پادشاه مصر
- ۲۰۰۹ - ناتاشا ریچاردسون، بازیگر انگلیسی